# Yukhyeolpo gangdodan
Yukhyeolpo kangdodan (육혈포강도단?), noto anche con il titolo internazionale Twilight Gangsters, è un film del 2010 diretto da Kang Hyo-jin.

## Trama
Dopo essere state derubate dei risparmi che avevano messo da parte per otto anni, tre anziane signore decidono di riprendersi il denaro rubato rapinando a loro volta una banca; per farlo, si fanno dare "lezioni di furto" da un ladro, Joon-sook.